# Tomas Tranströmer
Tomas Gösta Tranströmer (Estocolm, 15 d'abril del 1931- 27 de març del 2015) fou un escriptor, poeta i traductor suec guanyador del Premi Nobel de literatura del 2011.
Ha estat traduït a 60 idiomes. La seva única obra traduïda al català ha estat La plaça salvatge (2007) i es pot trobar una tria de la seva poesia en català en l'antologia Poetes suecs del segle XX, de Lluís Solanes (1995).

## Obres
- 17 dikter (1954)
- Hemligheter på vägen (1958)
- Den halvfärdiga himlen (1962)
- Klanger och spår (1966)
- Mörkerseende (1970)
- Stigar (1973)
- Östersjöar (1974)
- Sanningsbarriären (1978)
- Det vilda torget (1983; La plaça salvatge, en català)[3]
- För levande och döda (1989)
- Sorgegondolen (1996)
- Den stora gåtan (2004)
- Galleriet: Reflected in Vecka nr.II (2007)